# 16 juin 1914
Le 16 juin 1914 est le 167e jour de l'année 1914 du calendrier grégorien. Il s'agit d'un mardi.

## Événements
- Début de l'enquête sur le naufrage du paquebot Empress of Ireland, survenu le 29 mai dans l'estuaire du Saint-Laurent et entraîné la mort d'un millier de passagers. L'enquête est confiée au juriste britannique John Charles Bigham, qui avait déjà présidé l'enquête sur le naufrage du Titanic, deux ans auparavant[1].
- La compagnie ferroviaire américaine Trinity and Brazos Valley Railway est placée en redressement judiciaire. Son budget était constamment déficitaire depuis 1905.
- Deux mois après le combat de Topolobampo, la frégate Tampico dirigée par le capitaine Malpica, affilié au Mouvement Constitutionnaliste est de nouveau confrontée à la frégate Guerrero, dirigée par le parti au pouvoir. Cet engagement militaire de la Révolution mexicaine se solde par la défaite du Tampico : le capitaine Malpica se suicide.

## Naissances
- Louis Gabrillargues, footballeur français
- Lucien Rivard, criminel québécois
- Sophie de Grèce, princesse de Grèce et du Danemark